# Phyllosticta gei
Phyllosticta gei är en svampart som beskrevs av Bres. 1900. Phyllosticta gei ingår i släktet Phyllosticta och familjen Botryosphaeriaceae.   Inga underarter finns listade i Catalogue of Life.